# Pomniki przyrody w gminie Jeżewo
Na terenie gminy Jeżewo, w powiecie świeckim, w województwie kujawsko-pomorskim znajduje się 11 pomników przyrody wszystkie należą do przyrody ożywionej. 
Wśród nich wyróżniono 2 aleje, 6 grup drzew, 2 pojedyncze drzewa i 1 fragment lasu. Na uwagę zasługuje bardzo zróżnicowany gatunkowo park w Laskowicach, długa dębowo-klonowa aleja przy drodze Laskowice-Krąplewice oraz potężny dąb szypułkowy o obwodzie 655 cm w Laskowicach. 
W strukturze gatunkowej przeważają dęby, ale parki odznaczają się dużym odsetkiem starych drzew obcych gatunków. 
Prawne zestawienie pomników przyrody w gminie prezentuje się następująco:
| Nr  | Lokalizacja                                                 | Forma             | Nazwa | Sztuk | Obwody przy powołaniu [cm] | Rok powołania | Zdjęcie |
| 1.  | Laskowice pole koło parku                                   | grupa drzew       | 5 lip drobnolistnych | 5     | 205, 220, 240, 295, 340 | 1985          |         |
| 2.  | Laskowice park dworski                                      | grupa drzew       | 2 klony jawory 2 graby zwyczajne 2 robinie akacjowe klon zwyczajny sosna wejmutka 7 lip drobnolistnych 2 świerki pospolite 12 dębów szypułkowych topola biała 3 buki zwyczajne 2 daglezje zielone 2 żywotniki olbrzymie 3 żywotniki zachodnie jesion wyniosły jodła jednobarwna choina kanadyjska dąb szypułkowy odmiana piramidalna | 44    | 320 i 344 218 i 245 230 i 240 360 285 285, 293, 322, 372, 423, 430, 503 219 i 227 od 262 do 428 395 275, 278, 340 160 i 183 146 i 228 100, 116, 117 225 196 235 178 | 1992          |         |
| 3.  | Laskowice przy drodze Świecie-Jeżewo                        | pojedyncze drzewo | dąb szypułkowy | 1     | 655 | 1956          |         |
| 4.  | przy drodze woj. nr 239 Laskowice-Krąplewice                | aleja przydrożna  | 464 dębów szypułkowych 20 klonów zwyczajnych 16 klonów jaworów | 500   | od 250 do 330 od 180 do 210 od 110 do 300 | 1991          |         |
| 5.  | przy drodze woj. nr 272 Laskowice-Jeżewo                    | aleja przydrożna  | 61 lip drobnolistnych 23 kasztanowce zwyczajne jesion wyniosły | 85    | od 180 do 350 od 150 do 338 220 | 1992          |         |
| 6.  | fragment lasu dębowego z bukiem leśnictwo Dąbrowa odz. 253l | fragment lasu     | dąbrowa z okazami buka | -     | od 250 do 450 | 1992          |         |
| 7.  | leśnictwo Gródek odz. 253e                                  | pojedyncze drzewo | dąb szypułkowy | 1     | 400 | 1991          |         |
| 8.  | leśnictwo Gródek odz. 253i                                  | grupa drzew       | 3 lipy drobnolistne jesion wyniosły | 4     | 420, 365, 345 350 | 1991          |         |
| 9.  | Krąplewice park dworski                                     | grupa drzew       | topola biała 5 wiązów szypułkowych | 6     | 482 250, 290, 315, 316, 320 | 1993          |         |
| 10. | Taszewo park dworski                                        | grupa drzew       | wiąz szypułkowy 2 lipy drobnolistnych buk zwyczajny jesion wyniosły buk zwyczajny odmiana czerwona | 6     | 300 (361, 400, 512) (332, 390, 409) 315 280 | 1993          |         |
| 11. | Taszewo aleja koło parku                                    | grupa drzew       | 7 wiązów szypułkowych | 7     | 250, 280, 302, 346, 376, 380, 392 | 1993          |         |

Zniesione pomniki przyrody:
| Nr | Lokalizacja              | Forma             | Nazwa                                                       | Sztuk | Obwody przy powołaniu i zniesieniu [cm] | Rok powołania | Rok zniesienia | Zdjęcie |
| 1. | Laskowice ul. Parkowa 73 | pojedyncze drzewo | jodła kalifornijska                                         | 1     | ok. 200                                 | 1992          | 2017           |         |
| 2. | Piskarki                 | pojedyncze drzewo | głóg dwuszyjkowy                                            | 1     | 150 - b.d.                              | 1993          | 2017           |         |
| 3. | Taszewo park dworski     | grupa drzew       | 2 lipy drobnolistne kasztanowiec zwyczajny 2 buki zwyczajne | 5     | 360 - 390, b.d. 346 - b.d b.d - b.d.    | 1993          | 2017           |         |
| 4. | Laskowice                | pojedyncze drzewo | dąb szypułkowy                                              | 1     | 496 - b.d.                              | 1956          | 2018           |         |